# Kirchwender Straße 16

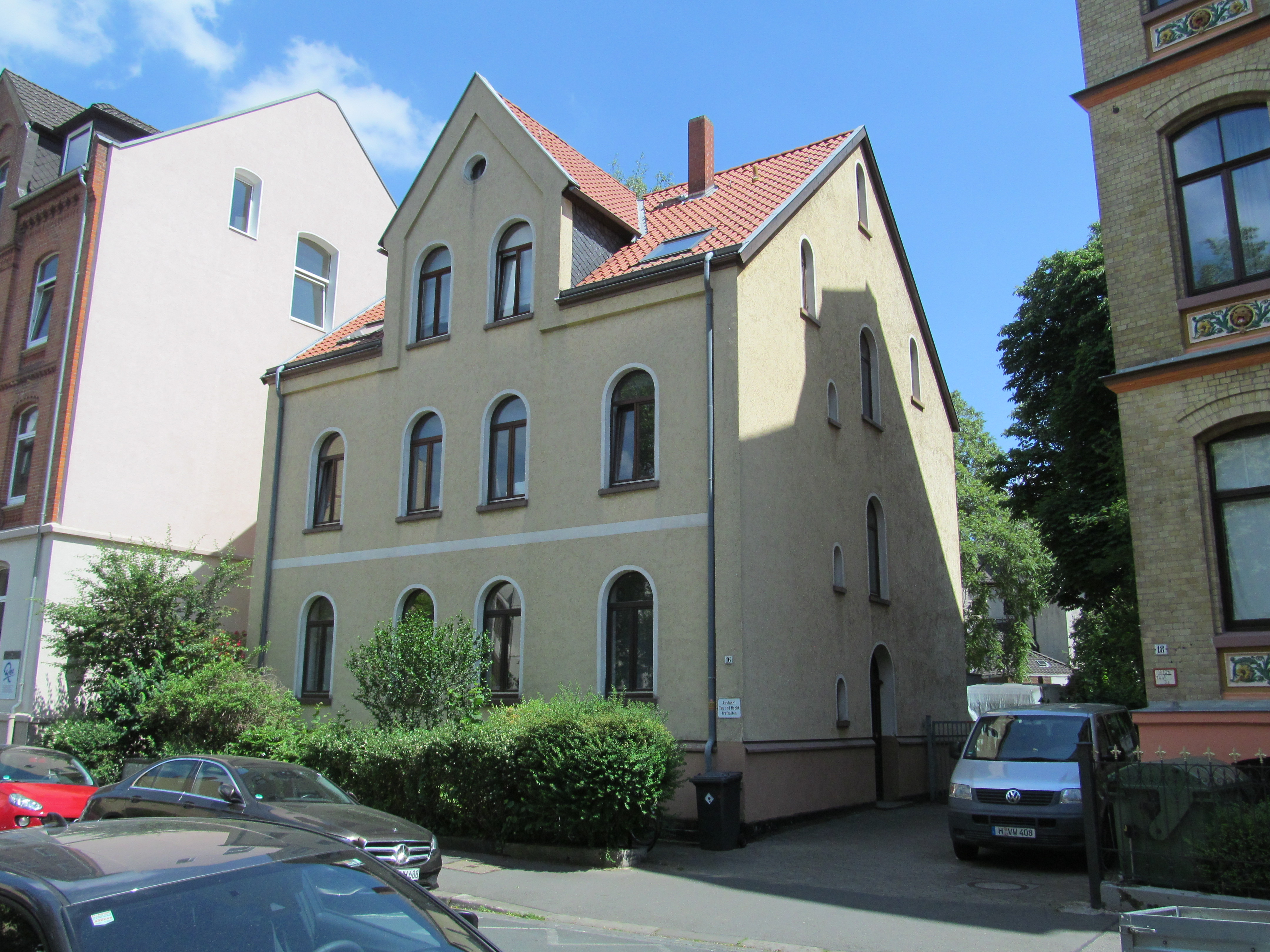
Kirchwender Straße 16 im heutigen Zooviertel, 1873 im Auftrag der Hannoverschen Eisengießerei und Maschinenfabrik errichtet

Das Haus Kirchwender Straße 16 in Hannover ist eines der ältesten erhaltenen Gebäude im sogenannten „Zooviertel.“ Das 1873 erbaute, alleinstehende Wohnhaus zählte zu einem Ensemble von Bauwerken der ehemaligen Hannoverschen Eisengießerei und Maschinenfabrik.

## Geschichte und Beschreibung
Zur Zeit des Königreichs Hannover wurde im Zuge der Industrialisierung im Jahr 1858 die Hannoversche Eisengießerei und Maschinenfabrik gegründet, die sich auf nahezu freiem Feld auf der sogenannten „Stadtweide“ nahe der Bahnlinie von Hannover nach Braunschweig ansiedelte, auf dem Gelände der Eisenstraße, die später in Leisewitzstraße umbenannt wurde, und der Gellerstraße.
Nachdem mit der Unternehmenseröffnung der Eisengießerei ab 1858 auch erste Gebäude an der Kirchwender Straße entstanden, wurde in der Gründerzeit des deutschen Kaiserreichs im Jahr 1873 auch das heutige Wohnhaus Kirchwender Straße 16 errichtet: „Der kleine zweigeschossige Putzbau mit dem mittigen Zwerchhaus und Rundbogenfenstern verdeutlicht in seiner schlichten Architektur die Beziehung der ersten Bauten zur Eisengießerei“.